# 新幹線955形電車

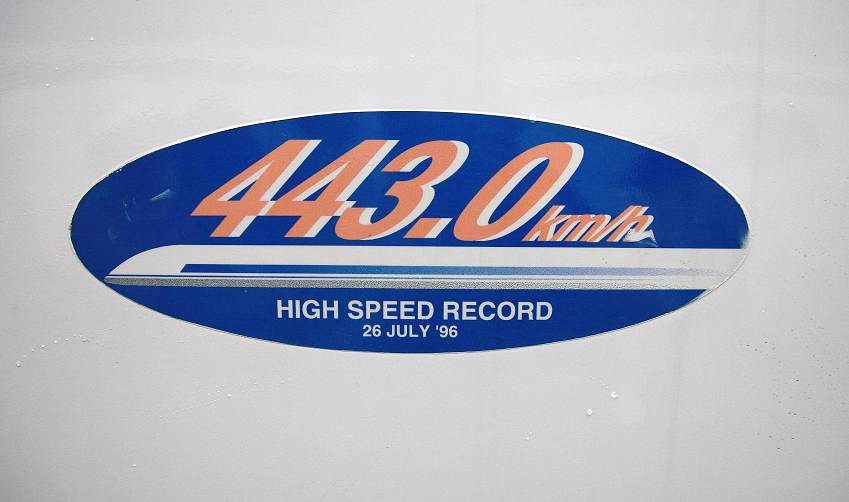
955-6形 ラウンドウェッジ型先頭車の速度記録エンブレム（2006年7月23日）

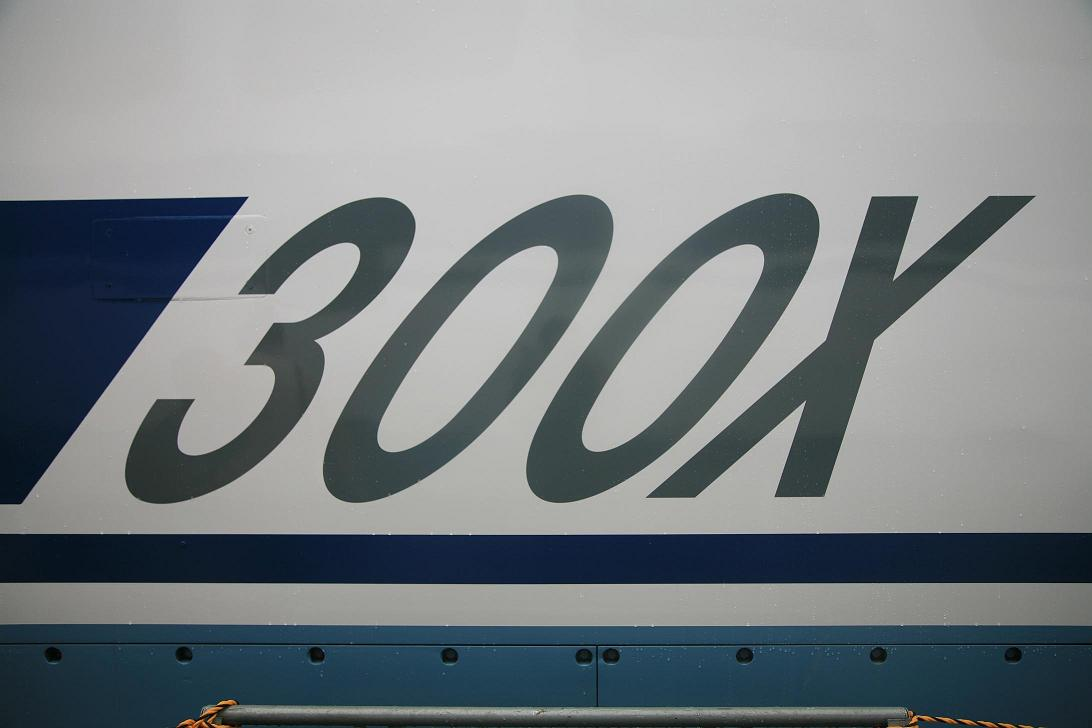
955-6形 ラウンドウェッジ型先頭車の側面エンブレム（2006年7月23日）

新幹線955形電車（しんかんせん955がたでんしゃ）は、1994年（平成6年）12月に落成した東海旅客鉄道（JR東海）の高速試験用電車である。愛称は300X。
リニアモーターカーを除く鉄道では日本最速の最高時速443.0kmを記録した。

## 背景
国鉄分割民営化から間もない1992年（平成4年）3月に東海道新幹線で最高速度を270 km/hに向上させた300系が「のぞみ」として営業運転を開始し、翌年には営業区間を山陽新幹線博多駅まで延伸させた。この300系の開発の源流は国鉄時代から行われていたボルスタレス台車やVVVFインバータ制御の開発にまでさかのぼることができ、新しい車両の開発には膨大な時間が必要となる。
そこで300系試作車が落成したばかりである1990年（平成2年）に、より良い鉄道サービスを提供する上で間断のない技術開発が必要であるとの考えから、レール・車輪方式による理想的な高速鉄道の開発を行うために製作されたのが本形式である。
営業運転に供することは当初から考えられていない、純然たる試験車（JR東海では唯一）として設計され、曲線や勾配で高速試験走行に向いていない東海道新幹線区間で高速走行試験を行うことから、加速力を増加させている。

## 構造
車体はアルミニウム合金製のボディーマウント構造を採用しているが、次世代の車両製造時のデータ収集のため車両ごとに製造方法を変えて製作された。また、先頭車形状が東京方と博多方で異なり、それぞれラウンドウエッジ型、カスプ型と呼ばれ、比較のため入れ替えることができるようになっていた。軽量化のため、側窓はポリカーボネート製である。
主回路はPWMコンバータ + VVVFインバータ制御で、素子はGTOサイリスタ（4,500V - 4,000A）を採用し、連続定格出力405 kWの主電動機を駆動する。主変圧器は軽量化のためアルミニウム製のコイルを使用。6両編成で全車両電動車である。電機品は三菱電機、東芝、富士電機の3社が製作している。
台車はセミアクティブサスペンション付きのボルスタレス台車を採用する。300系と同じコイルばね + 円筒積層ゴム併用式で、一般用がTDT9038A、車体傾斜用がTDT9038Bと称する。3・6号車の台車には鉄道総合技術研究所（鉄道総研）によって開発された油圧シリンダ式の車体傾斜装置（最大傾斜：3度）を搭載する。なお、台車支持位置が高い（空気ばね支持高さ：レール面上1,700 mm）ため車内床の一部が盛り上がっていた。軸距は300系比500 mm延長である3,000 mmとした。これは、鉄道総研による台上試験の結果、蛇行動限界速度が大幅に拡大されたことを確認できたためである。
なお、パンタグラフから発生する騒音を低減するため、ワイングラス型の大型のパンタグラフカバーが装着されていた。このタイプのパンタグラフカバーは、700系9000番台で「300X」で試作されたタイプから脚部を省いたタイプのカバーを採用したが、逆にカバーが騒音源となっていたことが試験の過程で判明し、量産車では不採用となった。955形の試験走行の過程ではシングルアームパンタグラフなども試され、その他様々な形状のカバーが試されている。
車両妻面の下部同士をオイルダンパで連結する、車体間ダンパを装備して、車体のヨー方向の振動の低減を図っている。空気圧縮機は低騒音のスクロール式を使用している。

### 車内
車内は2号車のみ座席が配置されており、新大阪寄りには2 + 2人掛けを3列、東京寄りには2 + 1人掛けを3列の配置とした。これ以外の5両は座席を配置しておらず、走行試験のデータ収集室とした。トイレは3号車に備えている。側引戸（側面ドア）は2・3・5号車の各側面に1か所配置しており、プラグドア構造となっている。
空調装置は、3号車のみ床下に集中形を1基搭載しており、それ以外の5両は床下に室外機を、車内に室内機を搭載したセパレート形空調とした。

## 編成
編成記号はAであった。
955-1
1号車。博多方の制御電動車。空気抵抗を減少させるため、風洞実験とCFDによって先頭形状はカスプ型とされた。車体は航空機の技術をベースとし、超ジュラルミンをリベット結合で製作したセミモノコック構造。製造は三菱重工業名古屋航空宇宙システム製作所が担当した。
955-2
2号車。中間電動車でパンタグラフを搭載。車体はアルミ中空大型押出形材を使用（後に700系に採用）。ダブルスキン構造。4号車955-4とともに日本車輌製造が製造を担当。窓が他の号車よりも大きいのが特徴
955-3
3号車。中間電動車。車体はアルミ大型押出形材をスポット溶接で製作、シングルスキン構造（=300系と同じ）。製造担当は川崎重工業。
955-4
4号車。中間電動車。車体はアルミ中空大型押出形材を使用。ダブルスキン構造。質量変更試験用車両であり、側窓は片側6か所のみである。編成中で最も軽い車両であり、側面には荷重搬入口を備えている。また列車無線と列車無線アンテナを集中配置している。(後年にパンタグラフを搭載)
955-5
5号車。中間電動車でパンタグラフを搭載。車体はろう付アルミハニカムパネルを使用（=500系と同じ）。955-6とともに日立製作所が製造。(後年に新型パンタグラフを2回にわたって搭載)
955-6
6号車。東京方の制御電動車。先頭形状はラウンドウェッジ型。車体はろう付けアルミハニカムパネルを使用。

### 編成表
|          | ← 新大阪東京 →                                    |                               |                                     |                               |                                             |                                             |
| 号車     | 1                                                 | 2                             | 3                                   | 4                             | 5                                           | 6                                           |
| 車両番号 | 955-1 （Mc）                                      | 955-2 （Mp）                  | 955-3 （Mp）                        | 955-4 （M）                   | 955-5 （Mp）                                | 955-6 （Mc）                                |
| 製造所   | 三菱重工業                                        | 日本車輌製造                  | 川崎重工業                          | 日本車輌製造                  | 日立製作所                                  | 日立製作所                                  |
| 搭載機器 | CI,APU CP,BT                                      | MTr,CI                        | MTr,CI 車体傾斜装置                 | CI,APU,BT 列車無線            | MTr,CI                                      | CI,APU CP,BT 車体傾斜装置                   |
| 車体構造 | 超ジュラルミン（リベット結合） セミモノコック構造 | ダブルスキン構造 （連続溶接） | シングルスキン構造 （スポット溶接） | ダブルスキン構造 （連続溶接） | ろう付アルミハニカムパネル構造 （連続溶接） | ろう付アルミハニカムパネル構造 （連続溶接） |
| 車内設備 |                                                   | 座席                          | トイレ                              |                               |                                             |                                             |

凡例
- MTr：主変圧器、CI：主変換装置、APU：補助電源装置、CP：空気圧縮機、BT：蓄電池

## 運用実績
1994年（平成6年）12月4日付で竣工（入籍）、1995年1月から走行試験を開始した。試験内容は前半の速度向上試験と後半の条件変更試験と要素技術開発の確認試験の2つに分けられる。最初は東海道新幹線静岡駅 - 浜松駅間で270 km/hまでの性能確認試験を実施し、5月から米原駅 - 京都駅間で本格的な走行試験が開始された。試験速度は段階的に向上させ、1995年（平成7年）9月21日には354.1 km/h記録、この時期は350 km/h付近での安定性の確認試験などが実施された。
さらに1996年（平成8年）4月以降は段階的に350 km/h超の速度向上試験を開始し、7月26日未明、東海道新幹線米原駅 - 京都駅間で日本国内最速記録（超電導リニアを除く）443.0km/hを記録している（速度試験当時、東京方955-6形ラウンドウェッジ型が先頭だった）。その後廃車予定だったが、700系やN700系関連の技術開発、デジタルATCの試験などに使用された。
2002年（平成14年）1月16日にすべての走行試験を終了し、その役目を終えた。同年2月1日付で廃車となった。走行試験は1995年（平成7年）から2002年（平成14年）までの7年間にわたり、その回数は600回にも及んだ。
スラブ軌道の走行試験を行うため、山陽新幹線に乗り入れたことがある。また分岐器通過時の評価試験を主目的として、新横浜 - 東京間の往復運行や、営業時間中に静岡駅で折り返す特殊な運用を実施したこともあった。

## 保存状況
中間車はすべて解体され現存しないが、先頭車2両が以下で静態保存されている。
- 955-1 - 財団法人鉄道総合技術研究所・風洞技術センター（滋賀県米原市）[14]
  - 10月14日（鉄道の日）の前後の週末のみ公開。ただし屋外保存のため、遠目からであれば隣接するJR東海道本線（琵琶湖線）の列車内など敷地外からでも常時確認ができる。
- 955-6 - リニア・鉄道館（愛知県名古屋市港区）
  - リニア・鉄道館の開館前は、JR東海浜松工場（静岡県浜松市）にて保管されていた。

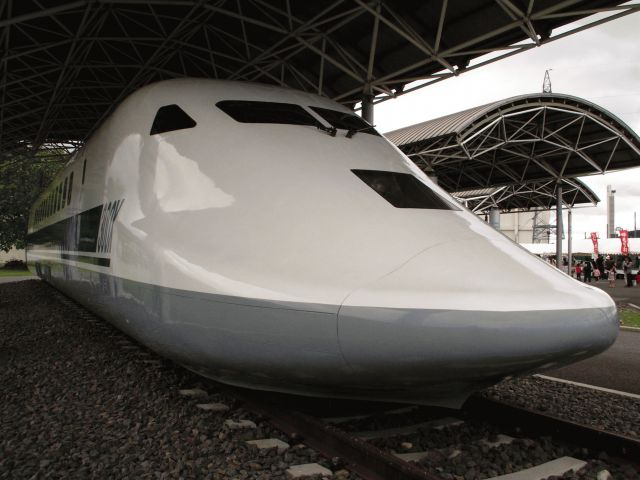
鉄道総合技術研究所に静態保存されているカスプ型先頭車
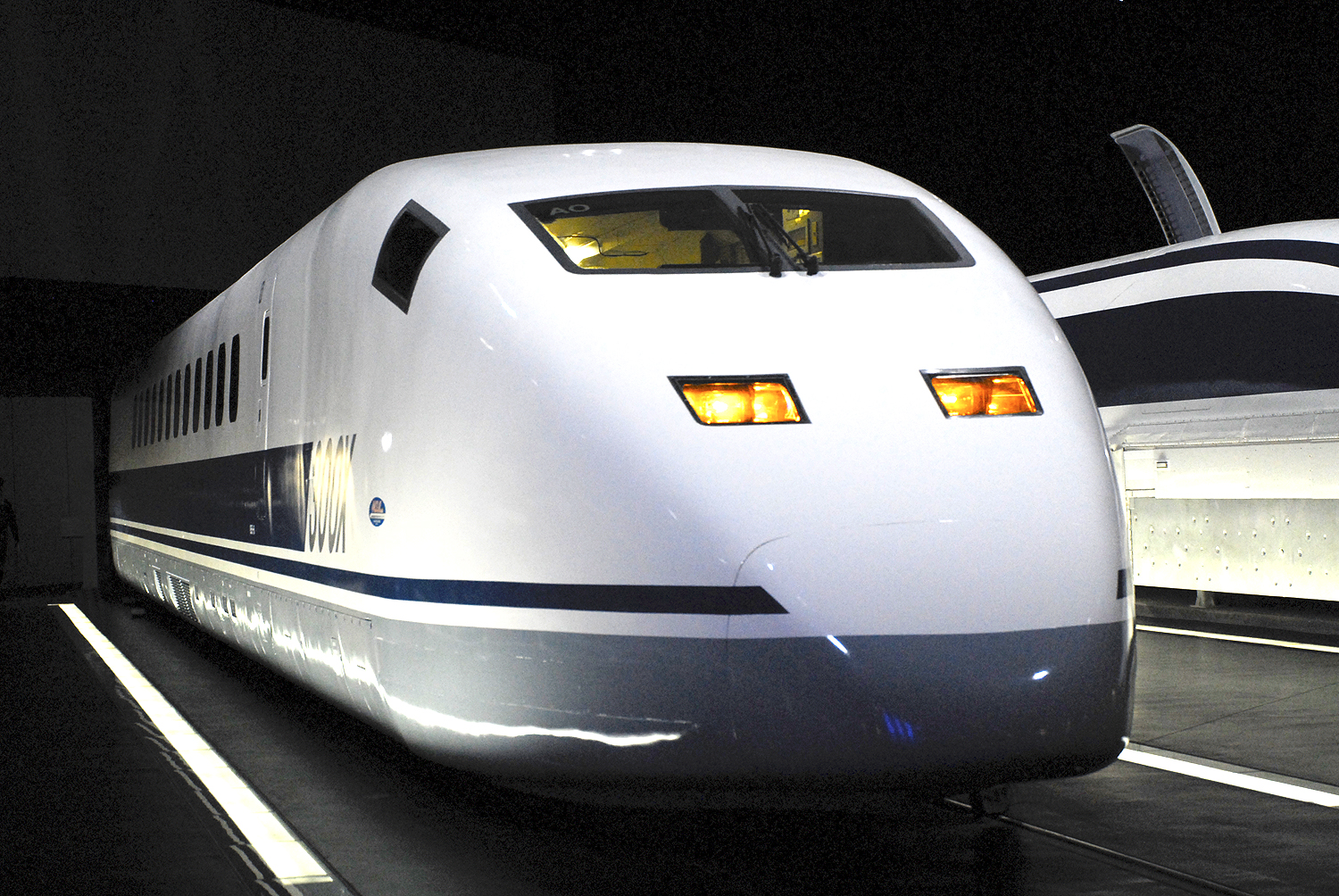
リニア・鉄道館に静態保存されているラウンドウェッジ型先頭車